# あの透明感と少年
あの透明感と少年 （あのとうめいかんとしょうねん）は、monobrightのミニアルバム。2008年5月21日、デフスターレコーズよりリリース。
キャッチコピーは、「憧憬と邂逅。少年と夏とmonobright。」

## 解説
- 前作より7ヶ月ぶりのリリース。
- 表題曲「あの透明感と少年」は映画『アフタースクール』の主題歌として書き下ろされた。バンドにとって映画主題歌は初。

## 収録曲
1. あの透明感と少年 (3:37)
クロックワークス配給映画『アフタースクール』（2008年5月全国ロードショー、監督：内田けんじ）主題歌
TBS系『COUNT DOWN TV』5月度オープニングテーマ
この曲のPVでは、監督を『アフタースクール』の監督の内田けんじが務め、『アフタースクール』主演の俳優の大泉洋が出演している。
2. boy (4:00)
3. 夏メロマンティック (4:00)
アマチュア時代の楽曲のリメイク。
PVはブライトンで行われたTHE GREAT ESCAPEに出演する際に撮影されたものを編集して作られた。
4. 旅立ちと少年 (4:57)
アマチュア時代の楽曲のリメイク。
5. 幽霊 (3:35)
6. 雲男 (4:03)

全曲作詞・作曲：桃野陽介　編曲：monobright